# 低地水牛
低地水牛（学名：Bubalus depressicornis）属于牛科水牛屬， 原产于印度尼西亚西里伯斯岛的原始低地森林。
低地水牛是世界上最小的水牛之一，外觀上似鹿，一般体长在180cm左右，高约85cm，尾长40cm，体重150kg-300kg。他们毛色黑褐，雄性比雌性颜色更深，幼仔出生时为红褐偏橙色。低地水牛在头上和四肢下部都有白色标记，咽喉处有白色月牙形标记。雌雄皆长有一对墨绿色的直角，角长18-37cm，扁平形，生于前额，角尖向后。
低地水牛2至3岁性成熟，孕期9个多月，1胎1仔，6至9个月时断奶，寿命可达28-30岁。通常单独或成对生活在热带平原的水边，喜欢泡在水里，喜食水生植物的嫩枝叶，白天与傍晚活动，中午休息。他们活动迟缓，不擅长跳跃，即使在奔逃时也是慢吞吞的，他们在穿越矮树林时会把角靠在脖颈上防止被钩住。被敌人紧逼时，低地水牛是非常危险的对手，他们的犄角会像匕首一样发起攻击。
低地水牛生性孤僻，易怒，尤其是在发情期时的年輕水牛，请不要对牠们做出有含恶意的行为和动作。这是一种濒临灭绝的动物，已于1996年被列入《濒危野生动植物种国际贸易公约》附录Ⅰ。